# Richard Breton
Pour les articles homonymes, voir Breton (homonymie).
Richard Breton (1524 - 1571) est un imprimeur-libraire, illustrateur et relieur de la Renaissance française. Fils de Guillaume Le Breton, il exerce à la cour pour Catherine de Médicis. Il utilise comme marque typographique une allégorie de la charité portant un Sacré-Cœur, avec une couronne, un sceptre, une mitre et une houe, symbole du travail.

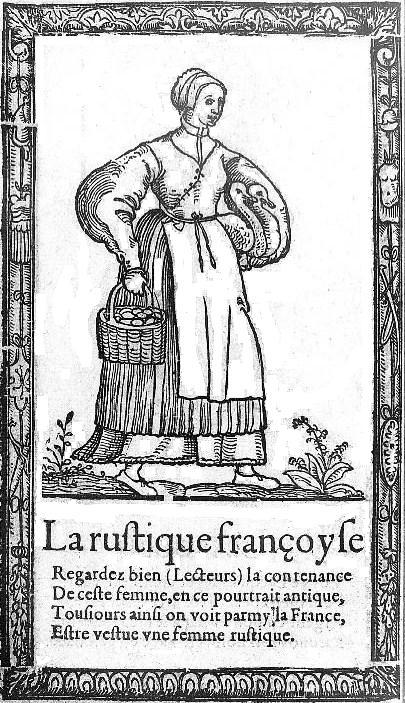

Il collabore avec le graveur Philippe Danfrie, adoptant son système de typographie musicale.
À la mort de ce dernier, Breton et son partenaire François Desprez achètent ses polices de caractères et ses matrices.
En 1562, Breton publie un livre de costumes de François Desprez, dédicacé à Henri de Navarre, Recueil de la diversité des Habits qui sont des present en usaige tant es Pays D'Europe, Asie, Afrique, et isles sauvages, avec 121 gravures sur bois. La première édition utilise des caractères de civilité, une italique notamment utilisée pour les livres d'enfants. Les deux éditions ultérieures parues du temps de Breton recourent à des caractères romains. 
En outre, Breton publie le pseudo-rabelaisien  Les Songes drolatiques de Pantagruel, comptant 120 figures grotesques et fantaisistes, probablement  l’œuvre de Desprez. Quatre de ces figures ornent le plafond de la maison Prestongrange (en). Jusqu'à son interdiction en France, Breton contribue activement à la promotion de la littérature protestante.